# Уиклиф, Джон
О музыканте см. Вайклеф Жан.
Джон Уи́клиф (Ви́клиф) (англ. John Wycliffe, Wyclif, Wycliff, Wickliffe; 1320 или 1324 — 31 декабря 1384) — английский философ-схоласт, богослов, переводчик Библии, реформатор, священник и профессор семинарии в Оксфордском университете. Был одним из наиболее влиятельных диссидентов среди римско-католического духовенства XIV века и считается одним из главных предтеч реформации.
У Уиклифа вызвали сомнения привилегированный статус духовенства, а также роскошь и пышность местных приходов и их церемоний. Выступал за обеспечение населения Библией на понятном языке. В 1382 году он завершил перевод Вульгаты на среднеанглийский язык, который известен теперь как Библия Уиклифа. Он перевел Евангелия от Матфея, Марка, Луки и Иоанна; возможно также, что он перевёл весь Новый Завет. Его сотрудниками был переведён Ветхий Завет. Библия Уиклифа была завершена к 1384 году. Помощниками Уиклифа Джоном Пурви и другими в 1388 и 1395 годах были сделаны переиздания.
Последователи Уиклифа, уничижительно прозванные лоллардами, продолжили его труд, размышляя над такими идеями, как христианские добродетели, предопределение, иконоборчество, и понятием цезаропапизма, ставя под сомнение почитание святых, таинства, заупокойные мессы, пресуществление, монашество и существование папства.
Начиная с XVI века движение лоллардов стало рассматриваться как предшественник протестантской Реформации, а Уиклиф был охарактеризован как «вечерняя звезда схоластики и как утренняя звезда английской Реформации». Сочинения Уиклифа на латыни оказали большое влияние на философию и учение чешского реформатора Яна Гуса (ок. 1369—1415), казнь которого в 1415 году вызвала восстание и привело к гуситским войнам 1419—1434 годов. Теологические работы Уиклифа Римской католической церковью в 1382 году были осуждены как еретические.

## Биография

### Ранние годы
Уиклиф родился в деревне Хипсвелл около Ричмонда епархии Дарема в Северном Йоркшире, Англия, в 1320 или 1324 году. Его семья долгое время жила в Йоркшире. Семья Уиклифа была довольно большой, имела много земли, главным образом в деревне Уиклиф-он-Тис, от которой они и получили свою фамилию. Уиклиф был саксонского происхождения.
Начальное образование Уиклиф получил в школе недалеко от своего дома. Неизвестно, когда он впервые приехал в Оксфорд, с которым он был так тесно связан до конца своей жизни, но известно, что около 1345 года он уже был в Оксфорде. Тогда архиепископом Кентерберийским был Томас Брадвардин, книга которого «По делу Бога против пелагиан», представлявшая собой возрождение учения Павла-Августина о благодати, сильно повлияла на взгляды молодого Уиклифа. Также, судя по его частым ссылкам на неё в более позднем возрасте, на него сильно подействовала эпидемия чумы, которая достигла Англии летом 1348 года. По словам Роберта Вона, пережив эпидемию, Уиклиф получил «очень мрачные взгляды на состояние и перспективы человеческого рода». Также Уиклиф застал в Оксфорде погром в день святой Схоластики, в котором участвовали шестьдесят три студента и были убиты несколько горожан.

### Карьера
Уиклиф получил степень бакалавра гуманитарных наук в Мертон-колледже в 1356 году. В том же году он выпустил небольшой трактат «Последний век церкви». Размышления Уиклифа по поводу эпидемии чумы, которая утихла за семь лет до этого, привели его к убеждению, что окончание XIV века ознаменует конец света. В то время как другие авторы рассматривали чуму как Божий суд над грешными людьми, Уиклиф рассматривал её как суд над недостойным духовенством. Смертность среди духовенства была особенно высока, а те, кто пришёл им на смену, были, по его мнению, необразованными или в целом пользовались дурной репутацией.
В 1361 году он стал мастером Баллиол-колледжа. В том же году он был представлен колледжем приходу Филлингема в Линкольншире. Для этого ему пришлось отказаться от должности мастера колледжа, хотя он мог продолжать жить в Оксфорде, потому что известно, что у него были комнаты в зданиях Королевского колледжа. В 1362 году ему был предоставлен пребенд в Осте в Вестбери-он-Трим, который он занимал в дополнение к должности в Филлингеме.
Его выступление побудило Саймона Айлипа, архиепископа Кентерберийского, поставить его в 1365 году во главе колледжа Кентербери, где двенадцать молодых людей готовились к принятию духовного сана. В декабре 1365 года Айлип назначил Уиклифа ректором, но когда Айлип спустя год умер, его преемник Саймон Лэнгхэм, человек монашеского образования, передал руководство колледжем монаху. Уиклиф обратился с жалобой в Рим. В 1371 году апелляция Уиклифа была рассмотрена, и решение было неблагоприятным для него, что было типично для продолжающегося в то время соперничества между монахами и белым духовенством в Оксфорде.
В 1368 году он отказался от должности в Филлингеме и занял пост священника в Ладгерсхолле (Бакингемшир) недалеко от Оксфорда, что позволило ему сохранить связь с университетом. В 1369 году Уиклиф получил степень бакалавра богословия, а в 1372 году — степень доктора. В 1374 году приказом короля он был назначен в приход Люттеруорт, покинув Ладгерсхолл. Доходность этого прихода оценивалась в 26 фунтов стерлингов в год.

### Начало политической деятельности
Летом 1374 г. он отправляется в Брюгге в составе королевской комиссии, которая была послана для ведения мирных переговоров с Францией и решения спора между королём Англии Эдуардом III и папой Григорием XI о назначении на церковные должности представителями последнего. Его имя было вторым в списке членов комиссии после епископа Бангора. В Брюгге он близко познакомился с Джоном Гонтом герцогом Ланкастером, любимым сыном Эдуарда.
Вернувшись в Англию, Уиклиф стал выступать за церковные реформы. Также он проповедовал против власти папы в Лондоне и Оксфорде. В одном из своих трактатов он называл римского папу антихристом, «гордым и мирским римским священником». В книге, посвящённой правлению Бога и десяти заповедям, он подверг критике духовенство, занимавшее светские должности, сбор аннатов, индульгенций и симонию. В своей книге De civili dominio («О гражданском господстве») он потребовал конфискации государством всего церковного имущества. Движение за конфискацию церковного имущества возглавил герцог Ланкастер, который был ярым врагом клира. «Хороший парламент» 1376 года, в котором Уиклиф выступал письменно и устно, признал жалобы на духовенство справедливыми.

### Конфликт с церковью
19 февраля 1377 году Уиклиф был призван к суду Уильямом Куртене, епископом Лондона. Точные обвинения неизвестны, так как дело не дошло до расследования. Лехлер предполагает, что Уиклиф стал мишенью противников Джона Гонта среди знати и церковной иерархии. Гонт, граф-маршал Генри Перси и ряд других сторонников сопровождали Уиклифа в суде. Суд начался с ожесточённого спора между герцогом и епископом о том, нужно ли Уиклифу быть судимым сидя или стоя. Перси приказал Уиклифу сесть. Архиепископ возразил, что это неслыханное проявление неуважения к суду. В ответ на это Гонт посулил сокрушить гордость всех прелатов Англии, намекая на намерение конфисковать собственность церкви. После бесплодных споров собрание разошлось, не приняв никакого решения.
22 мая 1377 г. папа Григорий XI выпустил серию из пяти булл против Уиклифа, отправив один архиепископу Кентерберийскому, а остальные — епископу Лондона, королю Эдуарду III, канцлеру и университету; среди приложений было 19 положений Уиклифа, которые были признаны еретическими и опасными для церкви и государства. Среди этих положений были утверждения, что недопустимо вымогать имущество посредством церковных поборов, что папские анафемы не имеют силы, если противоречат закону Христа, что король может конфисковывать церковное имущество, если на то есть веские основания, что миряне могут законным образом требовать отставки папы. В буллах папа приказывал посадить Джона в темницу, пока не будет вынесен окончательный приговор. Вице-канцлер Оксфорда отправил Уиклифа в Блэк-Холл, но заключение было чисто номинальным. В Ламберте собрался суд архиепископа, но ещё до того, как успели назвать имя обвиняемого, в зал вошёл сэр Льюис Клиффорд, который принёс послание от имени королевы-матери (Жанны Кентской, вдовы Чёрного Принца), приказывавшей остановить слушание, а толпа лондонцев, ворвавшись в зал, прекратила заседание. Учителя богословия объявили положения Уиклифа истинными, но непривычными для слуха. В марте 1378 года папа Григорий умер, начался папский раскол и о буллах против Уиклифа было забыто. Стивен Лэхи предполагает, что действия Григория против Уиклифа были попыткой оказать давление на короля Эдуарда с целью заключения мира с Францией.
После возвращения из Буржа Уиклиф собрал группу священников из выпускников Оксфорда, которых с 1380 года начал посылать в качестве странствующих проповедников. Среди них также были и миряне. Их называли «бедные священники» (англ. pore priests). Они одевались в большие красновато-коричневые мантии одного образца, ходили пешком, проповедовали в церквях, на площадях и местах скопления людей. Вместе с тем, это не привело к созданию постоянной организации странствующих проповедников.
В 1381 году Уиклиф в 12 тезисах поставил под сомнение католическое учение о пресуществлении. Он заявил, что это учение не соответствует Писанию. Уиклиф считал, что во время совершения евхаристии хлеб остаётся хлебом, а вино — вином, и что тело и кровь Христа присутствуют в них лишь символически. В этом убеждении Уиклифа не поддержал никто из его соратников, ни нищенствующие ордена, ни герцог Ланкастер. По просьбе архиепископов оксфордские власти устроили суд, на котором осудили положения Уиклифа, не называя его имени. Уиклиф ответил, что судьям не удалось опровергнуть его доводы, продолжил проповедовать на эту тему в университете и подал апелляцию в королевский совет. На этот раз герцог Ланкастер выступил против и запретил ему проповедовать на эту тему. В ответ на запрет Уиклиф изложил свои взгляды в «Исповеди», которую закончил словами: «Я верю, что в конце концов истина победит».
В этом же, 1381, году произошло восстание Уота Тайлера. Восстание было частично вызвано проповедью идей Уиклифа, разнесённой по королевству «бедными священниками», назначенными им. Проповедники не ограничивали свою проповедь критикой богатств духовенства, критикуя также богатство аристократии. Сам Уиклиф не одобрял восстание, но некоторые из его последователей оправдывали убийство Саймона Садбери, архиепископа Кентерберийского.

### Синод против Уиклифа
В 1382 году новым архиепископом Кентерберийским стал Уильям Куртене. Став архиепископом, он сразу созвал синод против Уиклифа. Этот синод получил название «синод землетрясения» из-за землетрясения, которое случилось во время одного из заседаний. Архиепископ истолковал это как знамение того, что земля стремится скинуть с себя новые веяния и учение Уиклифа. Уиклиф парировал, что земля трясётся точно так же, как в момент смерти Христа, потому что монахи ввели ересь в евхаристию. Синод осудил 24 положения реформатора, 10 из них были признаны еретическими, остальные — противоречащие мнению церкви. Главными ересями были признаны отрицание пресуществления, отрицание устной исповеди для умирающих, идея о том, что английская церковь не должна признавать папу и что наделение духовенства светской властью противоречит Писанию.
После окончания синода Куртене призвал канцлера Оксфорда Ригге бороться с еретическими учениями. Ригге проигнорировал призыв и назначил на должность проповедника ещё одного сторонника Уиклифа. Когда сторонник архиепископа профессор Питер Стокис, кармелитский монах, попытался отменить решение, студенты и преподаватели университета стали угрожать ему шпагами. Тогда Куртене призвал Ригге и других руководителей университета, которые были сторонниками Уиклифа, в Ламбет и заставил их поклясться на коленях, что они предпримут необходимые действия против ересей. Парламент поддержал архиепископа, и проповеди были прекращены. Уиклиф послал жалобу королю и парламенту, но король Ричард II отклонил её и осудил реформатора. Уиклифу запретили проповедовать, копии его произведений подверглись уничтожению. Поскольку Уиклиф ещё не утратил поддержки части дворянства и духовенства, его не казнили и даже не отлучили от церкви. Его сторонники покаялись, а он удалился в свой приход в Люттеруорт.

### Перевод Библии
После изгнания Уиклиф занялся переводом Библии на английский язык. Уиклиф не знал древнееврейского и древнегреческого, поэтому его перевод сделан с латинской Вульгаты. Сам Уиклиф перевёл Новый Завет. Ему помогал Николас Херефорд. Он перевёл Ветхий Завет и второканонические книги до Варуха 3:20. После смерти Уиклифа перевод был пересмотрен Джоном Пурви. Современники восприняли перевод как нововведение и осквернение святыни, а церковные власти осудили перевод. Несмотря на это, копии Библии Уиклифа распространились по Англии в больших количествах.

### Последние годы и смерть
В Люттеруорте Уиклиф продолжил создавать полемические трактаты. Так, он написал трактат Cruciata, в котором осуждал крестовый поход, который епископ Норвича Генри Спенсер готовил в поддержку Урбана VI против авиньонского папы Климента VII. В этот период также был написан главный богословский труд Уиклифа «Триалог», в котором был сформулирован следующий принцип: если между Библией и церковью есть разногласия, человек должен следовать Библии, а если разногласия происходят между совестью и человеческим авторитетом, предпочтение следует отдать совести.
В том же, 1382 году он пережил инсульт, в результате которого оказался частично парализован. Спустя 2 года во время проведения мессы в церкви его вновь постиг удар, и через 2 дня, 29 декабря 1384 года, он скончался и был похоронен на общем церковном кладбище.
Констанцский собор 1415 года осудил Уиклифа как еретика, отлучил его от церкви и постановил выкопать его останки, сжечь их и прах развеять над рекой. В 1429 году под напором Мартина V это постановление было выполнено Флемингом, епископом Линкольна Прах Уиклифа был брошен в реку Свифт.

## Взгляды

### Взгляд на Библию
Уиклиф, в отличие от римско-католических богословов, считал Библию высшим авторитетом, который превосходит авторитет пап, соборов, канонов и отцов церкви. Он отрицал, что её следует согласовывать с учением церкви и с преданиями, а наоборот, утверждал, что она является источником всех христианских учений. Уиклиф был категорически не согласен с теми, кто объявлял Писание иррациональным, богохульным или содержащим массу ошибок и фальсификаций. В противовес этому он утверждал, что если человеку кажется, что в Писании есть ошибка, то это происходит из-за невежества и греховности. В отношении толкования Библии Уиклиф учил, что понимать её нужно буквально, а не аллегорически, потому что каждый из авторов Библии своими словами хотел донести какую-то одну конкретную мысль слушателям, а не множество аллегорий. Ересью он называл то, что противоречит Писанию.
Уиклиф выступал против монополии клира на чтение и толкование Писания и заявлял, что эту книгу должны изучать все христиане. Он считал, что лишение христиан Писания — тяжкий грех, и что священники должны проповедовать людям на их родном языке. Он порицал монахов, которые объявляли перевод Библии на английский язык и проповедь на английском языке ересью. В отношении перевода он аргументировал свою позицию существованием в его время французского перевода Библии.

### Учение о светской власти
Уиклиф выступал против получения духовенством светской власти, притязаний церкви на владение землями, если её права не будут признаны государством. Когда был убит архиепископ Садбери, Уиклиф заявил, что последний умер во грехе, так как занимал должность канцлера. Человека, имеющего власть, Уиклиф определял как человека, который принял обязанности, а не привилегии, и что все христиане — господа и слуги друг друга. Он выдвинул теорию, согласно которой право на владение и собственность даются лишь праведностью; неправедное же духовенство лишено такого права. Также он заявлял, что ни один человек, совершивший смертный грех, не имеет права руководить. В отношении права на собственность он учил, что она ограничена её подобающим использованием. Так, если папа и духовенство используют свою собственность не по назначению и злоупотребляют ей, то государство может лишить её. Уиклиф выступал против притязаний папства на взимание поборов с Англии и защищал право короля на секуляризацию церковных земель.

### Учение о церкви
Церковь Уиклиф определял как сообщество избранных людей, живых, умерших и ещё не родившихся, во главе которых находится Христос, в то время как папа — глава только поместной церкви. Несмотря на то, что напрямую Уиклиф никогда не высказывал идею видимой и невидимой церкви, он всё же проводил такое разграничение. В своих произведениях он называл поместную (видимую) церковь христианским народом, имея в виду, что только часть из этих людей является истинными верующими (невидимой церковью). По этой причине он не считал, что все члены церквей обязательно спасены, он даже допускал, что папа, кардиналы и священники не попадут в рай. В доказательство он приводил папский раскол, который показал истинную суть папства.

### Отношение к папству
Уиклиф очень резко критиковал папство. Римского папу он называл антихристом, наместником дьявола. Он заявлял, что папа не является непогрешимым; что он никогда не был необходим церкви; что его отпущение грехов не имеет силы; что он не имеет права отлучать от церкви и придавать новый смысл Писанию. Уиклиф критиковал притязания папы на политические права, называя «Константинов дар» началом всех зол церкви, и практику вымогательства денег путём обложения народа данью и налогами, сравнивая папистов с мошенниками, которые воруют кошельки. Также он выступал против обычая тайной исповеди, утверждая, что простого сердечного раскаяния достаточно для прощения грехов. Ещё одним аргументом Уиклифа против тайной исповеди было нецеломудрие священников во время исповеди женщин. По этой же причине он осуждал паломничество, во время которого паломники-мужчины и женщины, находясь вместе, «впадают в искушение великого разврата». Также он считал, что принудительный целибат священников противоречит Писанию, в то время как добровольный похвален. Также Уиклиф провозгласил принцип «ни при каких обстоятельствах благие намерения не оправдывают лжи», который осудил папскую практику неверных толкований ради содействия благому делу.
В отношении епископов Уиклиф утверждал, что они не должны делегировать свои обязанности проповеди священникам и обязаны проповедовать сами. Проповедь он считал более важным занятием, чем отправление таинств. Также он призывал священников и епископов к праведной жизни, мотивируя это тем, что пример благочестивой жизни вдохновляет людей больше, чем проповедь словами.
При всём этом Уиклиф не был сторонником полного отказа от папства, а выступал за то, что папе нужно повиноваться лишь в той мере, в которой он повинуется Библии.

### Отношение к монашеству
Уиклиф резко выступал против монашества. В своих произведениях он перечисляет многочисленные пороки монахов, среди которых ложные взгляды на евхаристию, торговля индульгенциями и братскими посланиями, купивший которые якобы наделялся частью сделанных монахами добрых дел на Страшном суде. Он обвинял их в праздности и связях с женщинами. Уиклиф заявлял, что монашеская в жизнь в созерцании в действительности является просто оправданием их лени, и требовал, чтобы монахам разрешили отказываться от соблюдения устава, если они могут быть полезны в другом месте. Монастыри Уиклиф называл «замками Каина», потому что первые буквы названий 4-х английских нищенствующих монашеских орденов — кармелиты, августинцы, иаковиты (доминиканцы) и минориты (францисканцы) — образовывали слово «Каим». Монахов он называл лютыми волками, апостолами антихриста, сынами сатаны и люциферианами.

### Взгляды на евхаристию
Уиклиф отрицал католическую доктрину о пресуществлении и называл её нововведением, которое возникло в церкви недавно, идолопоклонством и ересью, которая противоречит логике, грамматике и всем естественным наукам. Он считал, что тело Христа присутствует на небесах, а не в хлебе, а хлеб лишь символизирует его. В трактате «О евхаристии» он обсуждает популярный в то время спор о том, причащается ли мышь, если съест евхаристический хлеб. Уиклиф называет неправильной саму постановку вопроса, потому что Христос не присутствует в хлебе телесно, а мнение о том, что священник, преломляя хлеб, ломает шею, руки и другие части тела Христа — заблуждение. Логически он опровергал пресуществление тем, что сама приписываемая человеку возможность переваривать тело Христа отвратительна. Философским аргументом его рассуждений было утверждение, что сущность вещи не может быть отделена от качеств, а значит пресуществление требует также «прекачествления» (англ. transaccidentation, этот термин также впоследствии использовал Лютер). В отношении пользы евхаристии Уиклиф учил, что физическое поглощение хлеба и вина ничего не даёт, если душа не наполняется любовью.

## Влияние идей Уиклифа
Идеи Уиклифа не привели к созданию никакой конкретной и постоянной организации, но они продолжали оказывать сильное влияние на Англию ещё дольше века. Сторонников его взглядов называли виклефитами или лоллардами. Архиепископ Куртене, осудивший Уиклифа, предпринимал против них активные меры. При его преемнике гонения усилились. В 1394 году лолларды направили в парламент прошение из 12 положений против католической церкви. В 1396 году Бонифаций IX выпустил буллу против лоллардов. В период с 1390 по 1425 количество лоллардов сильно возросло. В основном лолларды были представителями низших слоёв населения, хотя до конца XIV века идеи Уиклифа были популярны и среди знати. В 1401 году, с восшествием на престол Генриха IV Ланкастера, был отдан приказ о сожжении еретиков. На протяжении XV и начала XVI века многие лолларды стали мучениками. Учение Уиклифа проникло также в Шотландию. Когда произошла Реформация, то о лютеранстве в Англии говорили, что это не новшество, а просто подкрепление в ряды виклефитов. Закон против лоллардов был отменён только в 1559 году.
Взгляды Уиклифа также проникли в Чехию. С 1367 года между Пражским университетом и университетом Оксфорда были установлены связи. Студенты из Праги время от времени ездили в английские университеты и даже в шотландский Сент-Эндрюс. Например, в Оксфорде учился будущий гусит Иероним Пражский. Таким образом, взгляды Уиклифа довольно быстро получили известность в Чехии. Известно, что уже в 1381 году чешский богослов Николай Бицепс счёл нужным критиковать их в своих лекциях. Идеи Уиклифа были подхвачены чешским реформатором Яном Гусом и его сотрудником Иеронимом Пражским, в результате чего было основано гуситское движение. В 1415 году по решению Констанцского собора Ян Гус был признан еретиком, в результате чего был сожжён на костре. Через год на костре был сожжён его сотрудник Иероним Пражский. Последователей Гуса стали называть гуситами, которые в упорной войне одержали победу над императорскими войсками и основали свою церковь. Последователями Гуса также являются Моравские братья, известные своей миссионерской деятельностью по всему миру.
С трудами Яна Гуса, в которых излагались идеи Уиклифа, впоследствии ознакомился будущий реформатор Мартин Лютер и признал их «откровенно евангельскими».

## Память
В англиканской церкви и англиканской церкви Канады Уиклифа поминают 31 декабря, а в литургическом календаре епископальной церкви США 30 октября — день Уиклифа.
Его именем названы несколько учреждений:
- Всемирный Альянс им. Уиклифа[англ.] — объединение (основано в 1942), целью которого является перевод Библии на все языки, на которые она ещё не переведена.
- Уиклиф-холл[англ.] — одна из богословских семинарий Англиканской церкви.
- Колледж Уиклифа[англ.] — богословская школа последипломного образования, входящая в состав Торонтского университета.
- Колледж Уиклифа[англ.] — английская частная дневная школа и школа-интернат.

## Сочинения
- The Last Age of the Church (1356)
- «О гражданском владении»
- «Определение прав господства»
- De Logica ("On Logic") 1360
- «О Божьем владении»
- De Universalibus ("On Universals") 1368
- De Dominio Divino (1373)
- De Mandatis Divinis (1375)
- De Statu Innocencie (1376)
- De Civili Dominio (1377)
- Responsio (1377)
- De Ecclesia ("On the Church") 1378 «О церкви»
- De veritate sacrae scripturae (On the Truthfulness of Holy Scripture) 1378
- On the Pastoral Office 1378
- De apostasia ("On Apostasy") 1379
- De Eucharistia (On the Eucharist") 1379 «О евхаристии»
- Objections to Friars (1380)
- «О богохульстве»
- «Триалог»

## Комментарии
1. ↑  Датой его рождения традиционно считается 1324 год, но Хадсон и Кенни считают, что записи только «предполагают, что он родился в середине 1320-х годов»[8]. Конти считает, что Уиклиф родился «до 1330 года»[9].